# Ramon de Capmany i de Montaner
Ramon de Capmany i de Montaner (Canet de Mar, Maresme, 1899 — Barcelona, 20 de gener de 1992) fou un pintor, gravador i bibliòfil català.
Era fill de Ricard de Capmany i Roura i Júlia de Montaner i Malató; per via materna era net de Ramon de Montaner i Vila, propietari de l'editorial Montaner i Simón. Va ser batejat per Jacint Verdaguer a la capella del Castell de Santa Florentina, reconstruït pel seu avi.
Es va formar en el món de la pintura a l'Escola de la Llotja, on va aprendre sota les ordres de Francesc Labarta. Fou un dels membres del grup conegut com els Evolucionistes i un dels habituals de la Sala Parés. Pintor eminentment paisatgista, va pintar sobretot obres centrades en l'entorn del massís del Montseny i la part vella de la ciutat de Barcelona, practicant un estil naturalista. També va il·lustrar edicions de bibliòfil. Va tenir el càrrec de conservador dins la junta de l'Ateneu Barcelonès durant la presidència de Pere Gual i Villalbí, entre 1952 i 1962.
Hi ha alguna obra seva al Museu Nacional d'Art de Catalunya.
Està enterrat al cementiri de Sant Cristòfol de Fogars.

## Premis i reconeixements
- 1926- Travelling Exhibition de Nova York
- 1931- Medalla d'or al concurs "Barcelona vista pels seus artistes"[6]